# Sebastian Dey

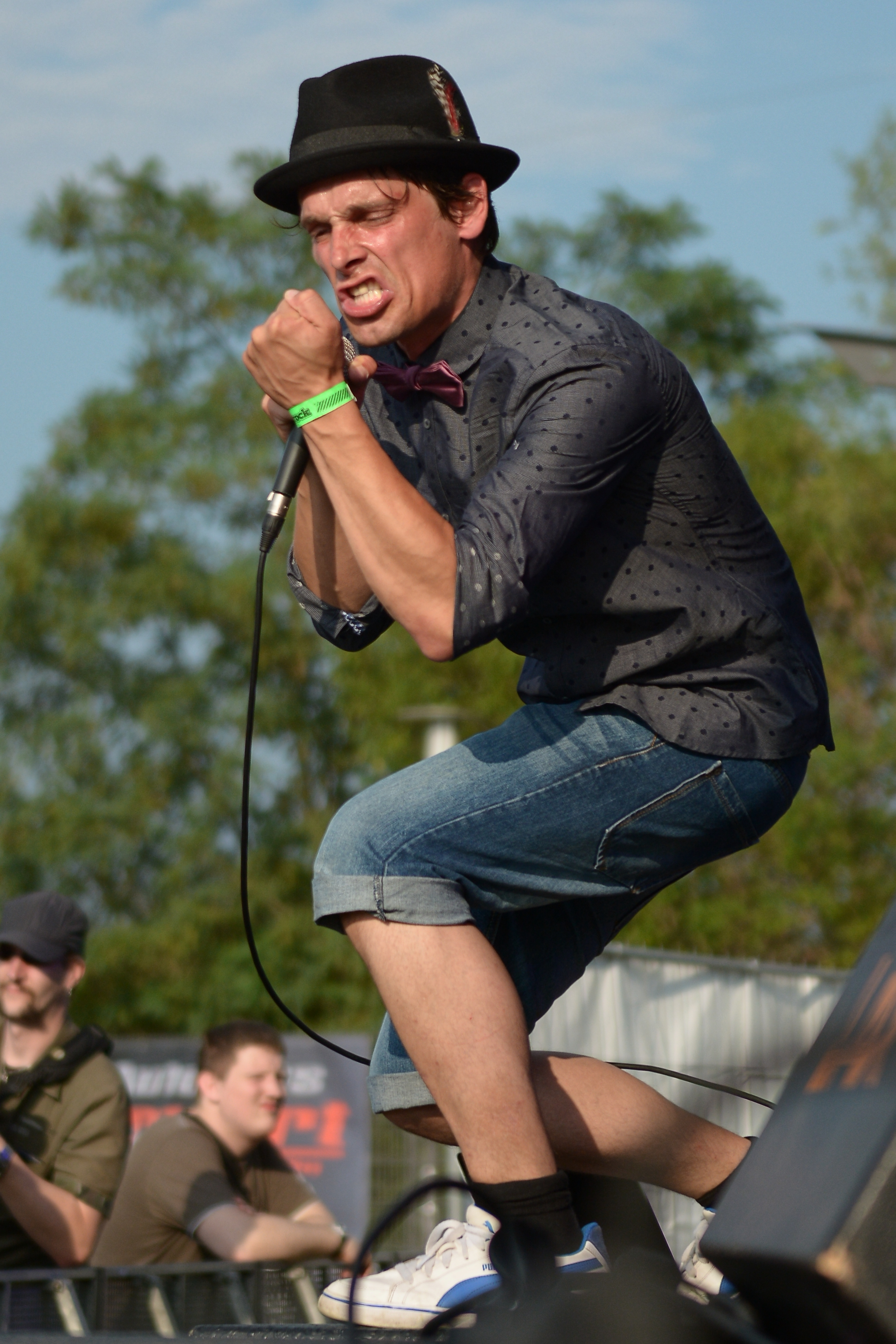
Sebastian Dey bei Olgas Rock 2015

Sebastian Dey (* 27. Februar 1979 in Oberhausen) ist ein deutscher Musiker. Er wurde durch seine Teilnahme an Unser Star für Baku, dem deutschen Vorentscheid zum Eurovision Song Contest 2012, bekannt.

## Leben
Sebastian Dey begann seine musikalische Karriere im Jahr 2003 als Sänger und Gitarrist der Oberhausener Band Die kaum Unglaublichen. Jon Caffery, der damals Die Toten Hosen produzierte, nahm die Band unter Vertrag und produzierte die EPs „Miststück“ (2004) und „Mond“ (2006) mit jeweils drei Stücken, die im Eigenvertrieb erschienen. Doch bevor das von Caffery produzierte Album 2007 veröffentlicht wurde, kam es zur Trennung zwischen Band und Label und schließlich auch zur Trennung der Band.
2007 sammelte Dey seine neue Band Das Expeditionsteam um sich. 2010 erschien die EP Expeditionsteam, auf der er Soulmusik mit Jazz und Pop verband.
2012 nahm Dey an der Castingshow Unser Star für Baku teil und belegte mit überwiegend eigenen Songs den achten Platz.
2015 nahm Sebastian Dey ein Solo-Album auf, auf dem er von namhaften Musikergrößen wie Philip Niessen, Michael Paucker, Carl Michael Grabinger und Lillo Scrimali als Band unterstützt wurde. Das Album Liebe als Treibstoff erschien zunächst im Eigenvertrieb und wurde schließlich am 26. Februar 2016 auf dem Independent-Label Quasilectric weltweit veröffentlicht.
2018 gründete Dey gemeinsam mit Schlagzeuger Max Kupke die Band DEY HARD. Nach Veröffentlichung einiger Singles und Videos ist das Album "Analog" bei Dackelton Records 2019 erschienen.
Seit 2021 ist Sebastian Dey akustisch unterwegs, wahlweise solo oder mit seiner Combo "Die kriminelle Vereinigung".

## Diskografie
Solo
- 2016: Killer (Single, Quasilectric)
- 2016: Liebe als Treibstoff (Album, Quasilectric)

Mit Die kaum Unglaublichen
- 2004: Miststück (EP)
- 2006: Mond (EP)

Mit Das Expeditionsteam
- 2010: Expeditionsteam (EP, Musicom)

Mit DEY HARD
- 2019: Mein großer Traum (Single, Dackelton Records)
- 2019: Chill' ma dein Leben (Single, Dackelton Records)
- 2019: Analog (Single, Dackelton Records)